# Osnovna sila
| interakcija          | relativna jakost | obnašanje   |
| -------------------- | ---------------- | ----------- |
| močna jedrska sila   | 1040             | 1/r7        |
| elektromagnetna sila | 1038             | 1/r2        |
| šibka jedrska sila   | 1015             | 1/r5 – 1/r7 |
| gravitacija          | 100              | 1/r2        |

Osnòvna síla je mehanizem, s katerim delujejo delci drug na drugega, ki ga ni mogoče pojasniti z drugim, še osnovnejšim mehanizmom. Vsak opažen fizikalni pojav, od trkov galaksij do obnašanja kvarkov v protonu, se da pojasniti z osnovnimi silami. Zaradi svoje pomembnosti je preučevanje osnovnih sil ena glavna dejavnosti fizikov zadnjih petdeset let.
Tradicionalno se šteje med osnovne sile štiri interakcije: gravitacijo, elektromagnetno interakcijo, šibko jedrsko silo in močno jedrsko silo. Njihova jakost in padanje njihovega vpliva z razdaljo je podano v tabeli. Kljub temu pa obstaja močno prepričanje, da so vse štiri naštete sile le različne manifestacije ene same, še osnovnejše, interakcije. Sredi 60-ih let 20. stoletja so uspešno združili elektromagnetno interakcijo in šibko jedrsko silo v elektrošibko interakcijo. Nekoliko bolj spekulativna je združitev elektrošibke teorije z močno jedrsko silo v veliko teorijo poenotenja. Kako združiti to poenoteno silo s četrto – gravitacijo – ostaja odprto vprašanje, s katerim se ubada teorija kvantne gravitacije.
Izraz »osnovne sile« se je ohranil kljub temu, da je nekoliko zavajajoč, saj se ene med njimi – gravitacije – ne opisuje več kot silo v Newtonovem pomenu: na telo z maso ne deluje na daljavo nobena »gravitacijska sila«, kot to opisuje gravitacijski zakon, ampak se jo v okviru splošne teorije relativnosti pojasnjuje kot ukrivljenost prostor-časa, ki ga sestavlja gravitacijsko podaljšanje časa in ukrivljenost prostora.
Sodobni pogled na tri osnovne sile – elektromagnetno ter šibko in močno jedrsko – je, da telesa ne interagirajo neposredno eno z drugim, ampak ustvarjajo okoli sebe polje, ki vpliva na obnašanje oddaljenih teles. Kvantna teorija polja povezuje ta polja z enim ali več delci, za katere se meni, da so rezultat neke osnovne simetrije v naravi.